# Poudrières

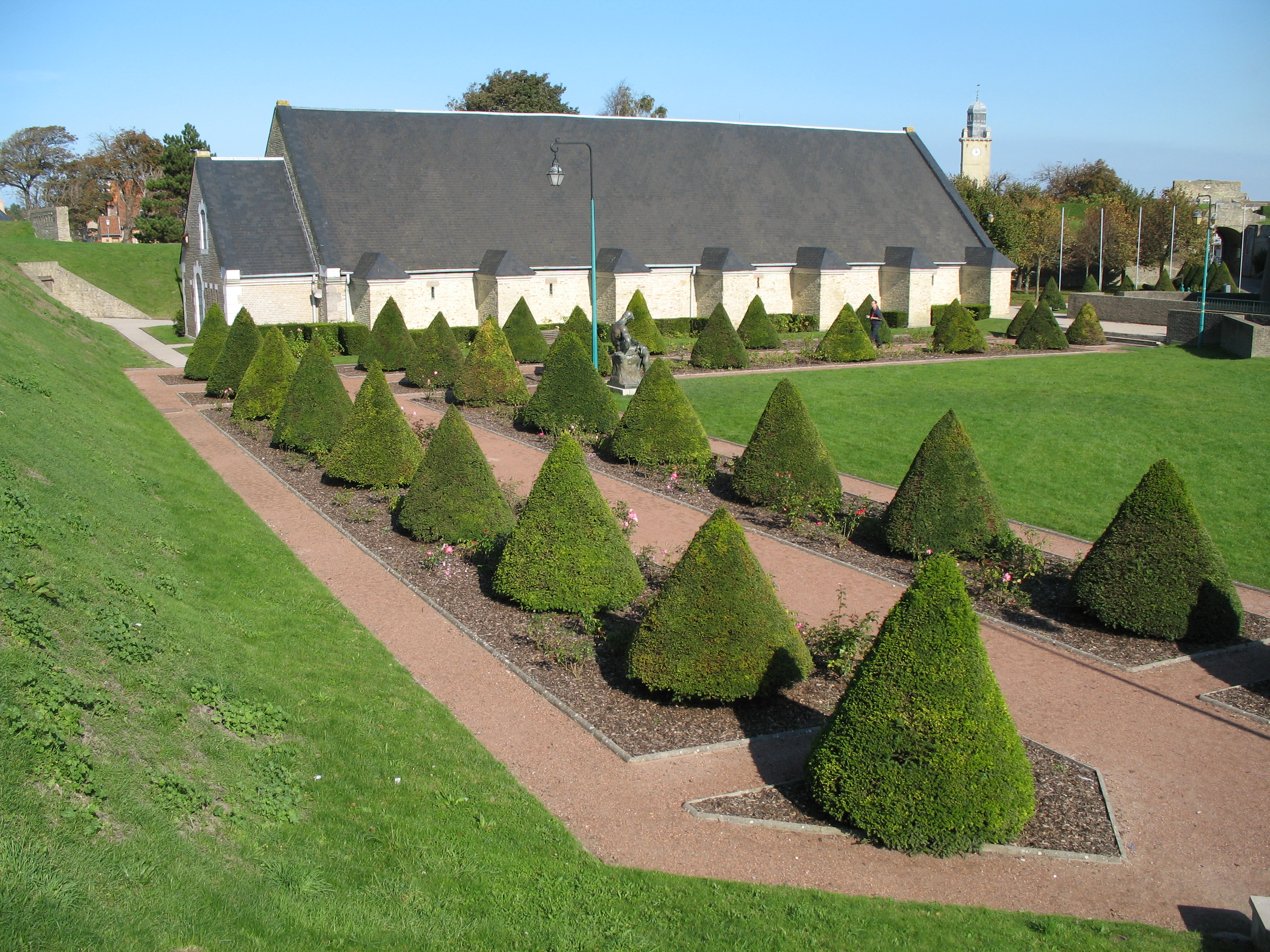
Poudrière du Château

De poudrières zijn voormalige kruitmagazijnen in de garnizoensstad Grevelingen in het Franse Noorderdepartement.
Na de tragische ontploffing van de Poudrière du Château, van 1654, werd voorzien in een aantal verspreid liggende, kleinere, kruitmagazijnen.
Er zijn drie kruitmagazijnen bewaard gebleven:
- De Poudrière du Château, in de Citadel van Grevelingen. Dit nieuwe kruitmagazijn kwam gereed in 1742 en werd ontworpen door de ingenieur der genie Feuillé. Tegenwoordig bevindt zich hierin het grafisch museum.
- De Poudrière Carnot uit de 17e eeuw was een kleiner magazijn om de soldaten rechtstreeks te bevoorraden. Vroeger was het omringd door een muur.
- De Poudrière de la Meilleraye is van 1878 en werd vernoemd naar een maarschalk die Gravelines in 1644 verdedigde.